# Eucràtida
Eucràtida va ser el nom d'una dinastia grega de Bactriana anomenada així pel rei Eucràtides I que de vegades portava per sobrenom "el Gran", el primer sobirà i fundador. En parla l'historiador Justí.
Avui dia encara resulta molt dificultós assignar els noms dels reis a les dinasties gregues de Bactriana i l'Índia i hi ha diversos reis que podrien pertànyer a aquesta branca, encara que no es pot afirmar amb seguretat. S'acostuma a incloure en aquesta dinastia a Eucràtides II i a Menandre I.